# Арква Полезине
Арква Полезине (итал. Arquà Polesine) је насеље у Италији у округу Ровиго, региону Венето.
Према процени из 2011. у насељу је живело 1721 становника. Насеље се налази на надморској висини од 6 м.

## Становништво
| 1931. | 1936. | 1951. | 1961. | 1971. | 1981. | 1991. | 2001. | 2011. |
| ----- | ----- | ----- | ----- | ----- | ----- | ----- | ----- | ----- |
| 3.851 | 4.194 | 4.515 | 3.671 | 3.267 | 3.082 | 2.909 | 2.896 | 2.811 |

## Партнерски градови
- Vourles